# Auvergne (regija)
Za ostale pomene glejte Auvergne
Auvergne (okcitansko Auvèrnha) je bila do leta 2015 
 geografsko osrednja francoska regija. Njeno glavno in zgodovinsko pomembno mesto je Clermont-Ferrand.

## Geografija
Sedanja administrativna regija poleg nekdanje istoimenske province zajema tudi ozemlja večjega dela province Bourbonnais in celotni Le-Puy-en-Velay, ter manjše dele ozemelj Forez, Gévaudan in Vivarais, ki so bila prvotno del zgodovinske pokrajine Languedoc. Na zahodu meji na regijo Limousin, na severu na regiji Center in Burgundijo, na vzhodu na Rona-Alpe, na jugu pa na Languedoc-Roussillon in Jug-Pireneji.

## Zgodovina
Auvergne je nekdanja francoska zgodovinska provinca. Svoje ime dolguje keltskim Arvernom, katerih kralj Vercingetorix se je bojeval s Cezarjem v bitki pri Gergoviji leta 52 pred našim štetjem.
V 7. stoletju je bilo ozemlje zavojevano s strani Karolingov in vključeno v  kraljevino Akvitanijo. V 10. stoletju je postala predmet rivalstva med grofi Poitiersa in Toulousa.
Med stoletno vojno je bila podvržena številnim vpadom in opustošenju. Leta 1424 je prešla v last Bourboncev, leta 1532 pa, po izdajstvu vojaškega poveljnika Karla III., kot dediščina Katarine Medici predana kraljevi hiši. 
V času francoske revolucije je provinca ob razdelitvi na štiri departmaje formalno prenehala obstajati.
Med drugo svetovno vojno je mesto Vichy postalo sedež francoske vlade.